# Municipio de Kensett (Arkansas)
El municipio de Kensett (en inglés: Kensett Township) es un municipio ubicado en el condado de White en el estado estadounidense de Arkansas. En el año 2010 tenía una población de 2183 habitantes y una densidad poblacional de 58,26 personas por km².

## Geografía
El municipio de Kensett se encuentra ubicado en las coordenadas 35°13′1″N 91°40′2″O / 35.21694, -91.66722. Según la Oficina del Censo de los Estados Unidos, el municipio tiene una superficie total de 37.47 km², de la cual 37,26 km² corresponden a tierra firme y (0,56 %) 0,21 km² es agua.

## Demografía
Según el censo de 2010, había 2183 personas residiendo en el municipio de Kensett. La densidad de población era de 58,26 hab./km². De los 2183 habitantes, el municipio de Kensett estaba compuesto por el 74,53 % blancos, el 15,71 % eran afroamericanos, el 0,09 % eran amerindios, el 0,18 % eran asiáticos, el 6,96 % eran de otras razas y el 2,52 % eran de una mezcla de razas. Del total de la población el 12,46 % eran hispanos o latinos de cualquier raza.